# Sitno (województwo mazowieckie)
Sitno – wieś w Polsce położona w województwie mazowieckim, w powiecie wyszkowskim, w gminie Wyszków. Ma status sołectwa.
Prywatna wieś szlachecka położona była w drugiej połowie XVI wieku w powiecie kamienieckim ziemi nurskiej województwa mazowieckiego. W latach 1975–1998 miejscowość położona była w województwie ostrołęckim.
Wierni kościoła rzymskokatolickiego należą do parafii Świętej Rodziny w Wyszkowie.